# Hedydipna
Hedydipna  es un género de aves paseriformes perteneciente a la familia Nectariniidae. Sus miembros son nativos de África y anteriormente se clasificaban en el género  Anthreptes. 

## Especies
El género contiene cuatro especies:
- - Hedydipna collaris - suimanga acollarado;
  - Hedydipna platura - suimanga pigmeo;
  - Hedydipna metallica - suimanga del Nilo;
  - Hedydipna pallidigaster - suimanga de Amani.